# جان پینتسیل
جان پینتسیل (انگلیسی: John Paintsil؛ زادهٔ ۱۵ ژوئن ۱۹۸۱) یک بازیکن فوتبال اهل غنا است.
وی همچنین در تیم ملی فوتبال غنا بازی کرده‌است.